# Поздеев, Осип Алексеевич
Осип (реже — Иосиф) Алексеевич Поздеев (рус. дореф.: Осипъ Алексѣевичъ Поздѣевъ; ок. 1742 — 24 апреля [6 мая] 1820) — русский помещик, писатель, мистик. Участник подавления пугачёвского бунта, апологет сословного разделения общества в Российской империи. Один из известных и авторитетных мартинистов в царской России.

## Биография
Осип Поздеев родился около 1742 года. Его отцом был капитан 2-го гренадерского полка Ландмилицкого корпуса Алексей Васильевич Поздеев, дедом — стольник Василий Матвеевич Поздеев.
В 1774 году, находясь под командованием Петра Панина, Поздеев участвовал в подавлении Пугачёвского восстания. В том же году вышел в отставку. В 1782—1784 годах служил правителем канцелярии главнокомандующего Москвы Захара Чернышёва. После этого он поселился в селе Чистяково недалеко от Москвы.
Поздеев жестоко обращался со своими крепостными. Как видно из челобитной, поданной на имя императора Павла, он обременял их чрезмерными работами, подвергал «нещадным» телесным наказаниям, распродавал в рекруты. В своём имении Нелюбове Вологодской губернии он построил стекольный завод, для которого требовал, чтобы каждый мужчина от 15 до 70 лет доставлял по 30 сажен дров и по 30 четвертей золы в год. Из-за тяжёлых работ и суровых наказаний многие крестьяне убегали. Но Поздеев ещё более увеличил повинности, потребовав с каждого тяглого работника по 3 четверти золы и по 3 сажени дров в неделю.
В 1812 году из-за нашествия французов Поздееву пришлось переехать в имение Нелюбовское. В переписке он укоряет русских военачальников за сдачу Смоленска и Москвы, опасается, что Наполеон освободит крестьян, вспоминает времена Пугачёвского восстания. После войны жалуется на убытки, понесённые от французских войск.
Освобождение крестьян очень тревожило Поздеева. В 1814 году он составил записку «Мысли противу дарования простому народу так называемой гражданской свободы» (опубликована без указания автора в 1880 году). В ней он выступил как защитник крепостного права и сословного строя. Никто, по мнению Поздеева, не должен стремиться к перемене своего положения. Те же мысли он повторил в письмах Разумовскому и Ланскому в 1817 и 1818 годах. Автор статьи в «Русском биографическом словаре» называет воззрения Поздеева обскурантистскими.
Поздеев умер 24 апреля (6 мая) 1820 года. После него осталось множество рукописей. Некоторые письма Поздеева были опубликованы в журнале «Русский архив» (1872) и в книге Александра Васильчикова «Семейство Разумовских» (1880).

### В масонстве
Еще до 1782 года, когда русское масонство не имело самостоятельной независимой от западноевропейского масонства организации, Поздеев считался среди масонов духовным лидером, наряду с Николаем Новиковым и Иваном Шварцем. В 1785 году он был назначен досточтимым мастером подчинённой Москве ложи «Орфей», работавшей при рязанском пехотном полку. В том же году был посвящён в члены московского ордена «Златорозового креста». В 1789 году состоял обрядоначальником «Теоретического градуса», уцелевшего после закрытия московских лож.
Особенную известность Поздеев приобрёл после падения Новикова. Он считался главным покровителем масонства. При его непосредственном участии происходило посвящение в мастера лож, к нему за советом обращались досточтимые мастера лож во всех затруднительных случаях, как теоретических, так и практических. Занимая выдающееся положение в русском масонстве, Поздеев пользовался большим авторитетом в кругах причастных к масонству. Он был наставником в масонстве для высших чиновников: Алексея Разумовского (министра народного просвещения) и Сергея Ланского (впоследствии министра внутренних дел). В начале XIX века он играл роль, «похожую на роль высшего орденского начальника».

## Образ в искусстве
Поздеев послужил прототипом Иосифа Алексеевича Баздеева — второстепенного персонажа романа-эпопеи Льва Толстого «Война и мир», который приводит Пьера Безухова в масонство. Баздеев у Толстого «приземистый, ширококостый, жёлтый, морщинистый старик с седыми нависшими бровями над блестящими, неопределённого сероватого цвета глазами». Пьер называет его благодетелем. В московском доме Баздеева Пьер обдумывает убийство Наполеона и встречается с капитаном французской армии Рамбалем.

## Сочинения
- Из писем Осипа Алексеевича Поздеева к его друзьям // Русский архив. Вып. 10, 1872. Стб. 1853—1886.
- Мысли противу дарования простому народу так называемой гражданской свободы // М. И. Сухомлинов. История российской академии. Т. V. СПб., 1880. С. 415—427.
- Письма О. А. Поздеева к гр. А. К. Разумовскому // А. А. Васильчиков. Семейство Разумовских. Том второй. СПб., 1880. С. 448—518.